# Areeiro (stație de metrou din Lisabona)
Areeiro este o stație de pe Linia verde a metroului din Lisabona care deservește cartierul Areeiro. Stația este situată sub piața Praça Francisco Sá Carneiro, oferind acces facil către Gara Roma-Areeiro, aflată în apropiere.

## Istoric
Stația fost inaugurată pe 18 iunie 1972, în același timp cu Alameda, Alvalade, Arroios și Roma, odată cu prelungirea Liniei verzi până în parohia Alvalade. Proiectul original îi aparține arhitectului Dinis Gomes, iar lucrările plastice pictoriței Maria Keil.
În prezent au loc lucrări de extindere și reabilitare a stației, acestea fiind executate după un proiect tehnic realizat de Ferconsult S.A. și unul arhitectonic conceput de arhitectul Alberto Barradas, cu decorațiuni ale pictoriței Júlia Ventura. Extinderea stației a presupus prelungirea peroanelor și reabilitarea celor două atriumuri. Atriumul de sud a fost redeschis publicului pe 17 noiembrie 2013, în timp ce lucrările la atriumul de nord continuă. Valoarea reconstrucției atriumului de nord este estimată la 2.807.920,40 €, iar execuția acesteia se face de către consorțiul de firme DST/EFACEC/DTE/CARI. După terminarea lucrărilor, stația va putea deservi și persoanele cu dizabilități locomotorii, precum toate stațiile noi ale metroului din Lisabona.

## Legături

### Autobuze orășenești

#### Carris
- 206 Cais do Sodré ⇄ Senhor Roubado (Metro) (dimineața)
- 208 Cais do Sodré ⇄ Gara Oriente (Interface) (dimineața)
- 705 Gara Oriente (Interface) ⇄ Gara Roma-Areeiro
- 708 Martim Moniz ⇄ Parque das Nações Norte
- 717 Praça do Chile ⇄ Fetais
- 720 Picheleira / Rua Faria Vasconcelos ⇄ Calvário
- 722 Praça de Londres ⇄ Portela - Rua dos Escritores
- 727 Gara Roma-Areeiro ⇄ Restelo - Av. das Descobertas
- 735 Cais do Sodré ⇄ Spitalul Santa Maria
- 756 Olaias ⇄ Rua da Junqueira
- 793 Marvila ⇄ Gara Roma-Areeiro[6]

#### Aerobus
- Linha 1 Aeroporto ⇄ Cais do Sodré[7]

### Autobuze preorășenești

#### Rodoviária de Lisboa
- 319 Lisabona (Areeiro) ⇄ Alverca (Zona industrială)
- 320 Lisabona (Areeiro) ⇄ Alverca (Gară) via Forte da Casa
- 321 Lisabona (Areeiro) ⇄ Via Rara[8]

#### Transportes Sul do Tejo
- 160 Almada ⇄ Lisabona (Praça do Areeiro) (via Alcântara)
- 161 Costa de Caparica ⇄ Lisabona (Praça do Areeiro) (via Alcântara)
- 190 Charneca de Caparica ⇄ Lisabona (Praça do Areeiro)[9]

### Feroviare

#### Comboios de Portugal
- Sintra ⇄ Lisboa - Oriente
- Sintra ⇄ Alverca
- Alcântara-Terra ⇄ Castanheira do Ribatejo[10]

#### Fertagus
- Setúbal ⇄ Roma-Areeiro
- Coina ⇄ Roma-Areeiro[11]